# Lago Yulton
El lago Yulton es un lago ubicado en la Región de Aysén, entre el fiordo de Aysén y Puerto Cisnes.

## Ubicación y descripción
El lago desagua hacia el sur casi directamente en el lago Meullín que a su vez desagua en el Río Cuervo (Fiordo Aysén).
Este lago fue descubierto durante vuelos de observación a mediados del siglo XX.

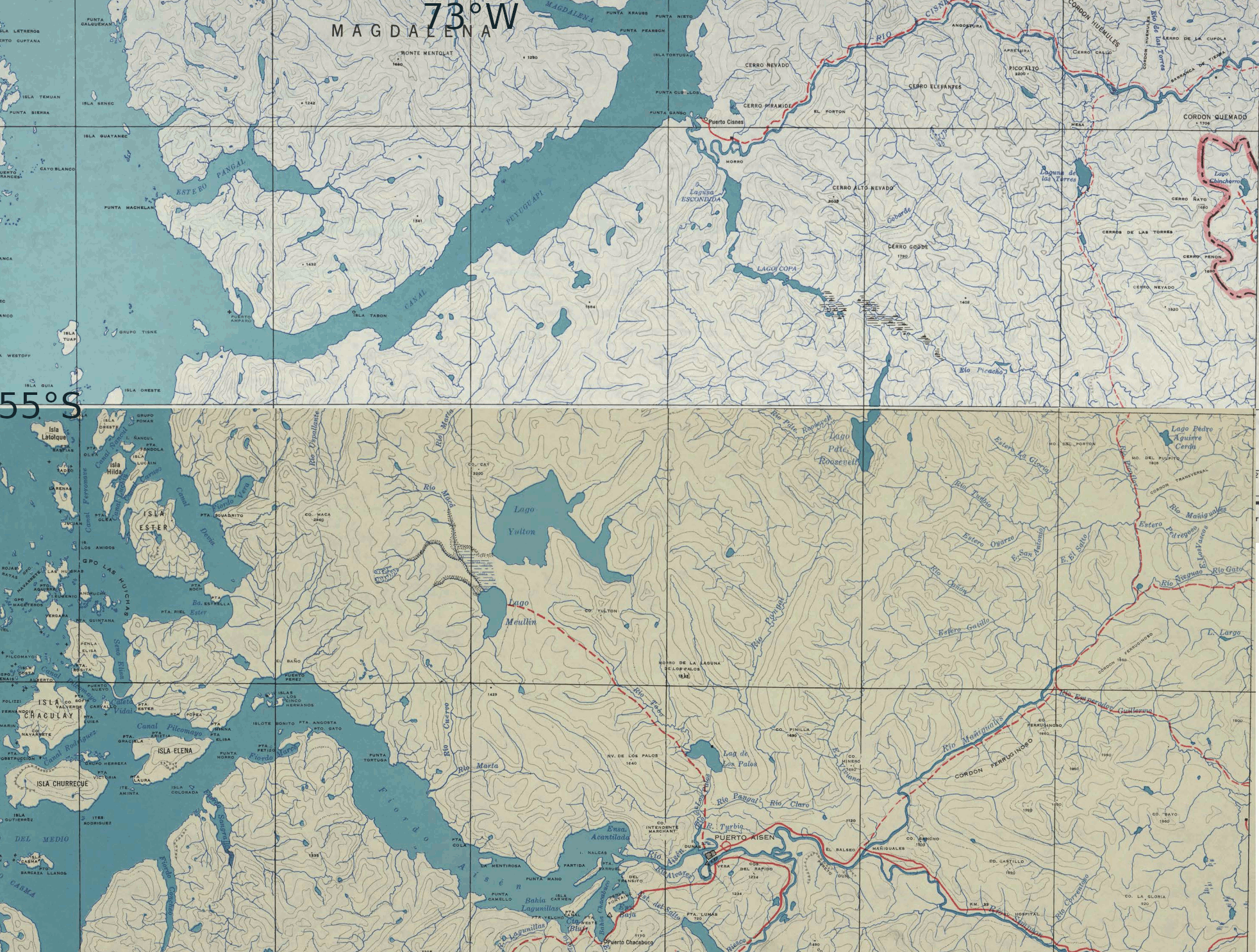
Interfluvio inferior entre el río Cisnes y el río Aysén.

## Población, economía y ecología
SERNATUR lo describe como:: 25 
Lago de origen glaciar. Actualmente este lago no tiene acceso terrestre. A futuro formará parte junto al lago Meullin de un embalse destinado a la generación de energía hidroeléctrica. Esta actividad generará un acceso terrestre que permitirá un uso turístico de parte de sus aguas y sus alrededores que presentan un importante valor paisajístico en conjunto con los volcanes Maca y Cay, que se localizan en la ribera oeste del lago.